# We All Need Love (álbum)
We All Need Love é o primeiro álbum de estúdio da banda Double You realizado em 1992 pela DWA Records.

## Faixas
1. "Please Don't Go"
2. "Walking on the Chinese Wall"
3. "Drive"
4. "Why"
5. "Who's Fooling Who"
6. "We All Need Love"
7. "Going Back"
8. "With or Without You"
9. "Looking at My Girl"
10. "You Are My World"
11. "Please Don't Go (Dub Reprise)"
12. "We All Need Love (US Club Remix)"
13. "Please Don't Go (Rhythm Stick Mix)"

## Desempenho nas paradas musicais
| Parada musical (1992)           | Melhor posição |
| ------------------------------- | -------------- |
| Alemanha (Media Control Charts) | 58             |
| Áustria (Parada Musical)        | 24             |
| Suíça (Schweizer Hitparade)     | 12             |